# محمد حسين ركن زادة
محمد حسين رُكن زادة (بالفارسية: محمدحسین رکن‌زاده آدمیت) المتخلص بـسالك الشيرازي اشتهر في حياته بـركن زادة آدَميَّت (17 فبراير 1900 - 1975) صحفي ولغوي وكاتب وشاعر إيراني. 

## حياته
هو محمد حسين بن عبد الله (ت. 1916م) بن محمد حسين ركن التجار (ت. 1894م) بن عباس علي (ت. 1871م) بن محمد حسين بن محمد علي التاجر الإصطهباناتي، ولد يوم 17 فبراير 1900 / 16 شوال 1317 في مدينة بوشهر الجنوبية الإيرانية الخليجية. والده، ميرزا عبد الله ركن التجار الشيرازي المتخلص بـمدرك كان شاعرا وتاجرا. أتم تعليمه الابتدائي في مسقط رأسه. عمل في مدارس الأهواز عام 1916 مع أبيه. سافر إلى العراق عام 1920 واستوطنه شيراز فيما بعد وأسس مكتبة آدَميَّت فيها عام 1929 وعمل قيما وأمينا لها حتى 1935. أصدر جريدة آدَميَّت الأسبوعية في 1926-28. وفي فبراير 1957، انتقل إلى المكتبة الوطنية في طهران وعمل فيها حتى تقاعد رسميا في 24 سبتمبر 1959. كان عضوا في مجمع الأدبي لأكاديمية اللغة الفارسية من 1952  حتى وفاته في 1975 بشيراز. 

## مؤلفاته
- رسالة أخطاء شائعة (1946)
- العلماء والمؤلفين من فارس (1961)
- أبطال تنغستان (1931)
- ديوان أشعاره
- فارس والحرب العالمية الأولى